# Caffè Sant'Eustachio
Le Caffè Sant'Eustachio est un bar historique, situé sur la place homonyme, en plein cœur de la ville de Rome dans le rione de Sant'Eustachio.

## Historique
Le Caffè Sant'Eustachio a été fondé en 1938 dans le local d'un ancien torréfacteur. La spécificité de ce café tient à la torréfaction des grains d'arabica, en provenance d'Amérique du Sud, faite au feu de bois avec un savoir-faire propre au lieu dans une machine datant de 1948. Depuis 1999, le café est propriété des frères Raimondo et Roberto Ricci.
Endroit renommé et populaire de Rome,,, il est considéré par les Romains comme un café où l'on sert l'un des meilleurs expresso de la capitale,. Les spécialités du café sont aussi le Gran caffè, le granita di caffé ainsi que le capuccino.

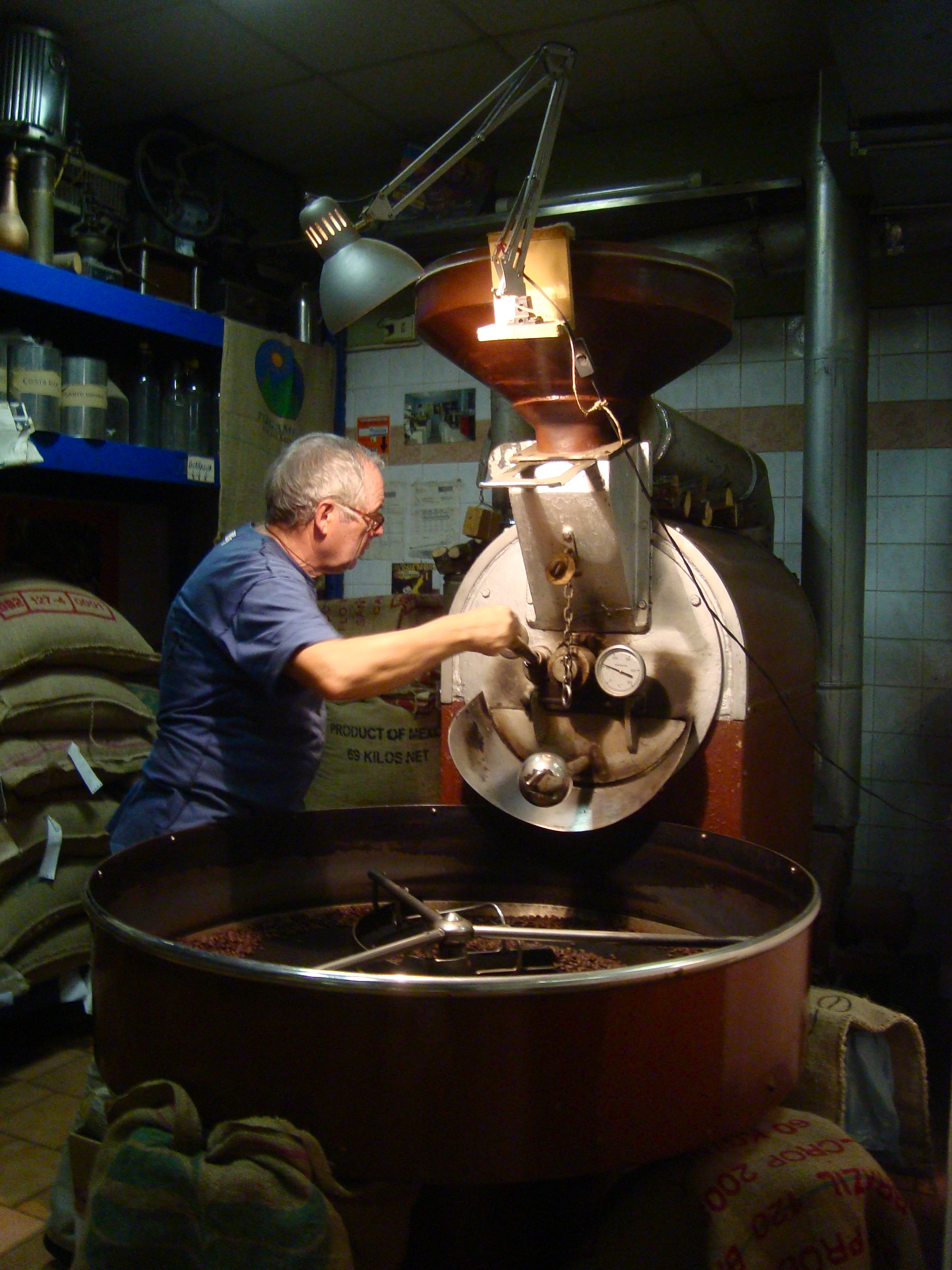
La torréfaction au Caffè Sant'Eustachio.